# 7575 Kimuraseiji
7575 Kimuraseiji è un asteroide della fascia principale. Scoperto nel 1989, presenta un'orbita caratterizzata da un semiasse maggiore pari a 2,2657683 UA e da un'eccentricità di 0,1613477, inclinata di 2,56011° rispetto all'eclittica.